# Долгоруков, Иван Михайлович (воевода)
Князь Иван Михайлович Долгоруков — воевода и комнатный стольник во времена правления Михаила Фёдоровича, Алексея Михайловича, Фёдора Алексеевича и Петра I Алексеевича. Рюрикович в XXII колене, из княжеского рода Долгоруковы. В Дворцовых разрядах назван — Птица-Долгоруков.
Единственный сын головы, князя Михаила Ивановича Долгорукова.

## Биография
Стряпчий с платьем (1611). Воевода на Кашире (1614-1616). Дворянин московский (1616-1632). Воевода в Новгороде-Северском (1617-1618). Воевода в Торопце (1622-1625). На свадьбе царя Михаила Фёдоровича с княжной Марией Владимировной Долгоруковой "у Государыни в казне был и в хоромах сидел" (19 сентября 1624). Назначен объезжим головою в Москве в Белом городе, в Чертолье от Водяных ворот до Никитской улицы (09 мая 1626). Дворянин московский, послан в Пушкарский приказ, а из него в Болохов для государева дела (11 октября 1626). Описывал Олонецкий уезд (1627-1629). Послан для сбора денег и податей в Псков и его пригороды: Изборск, Гдов, Остров, Опочку,  Великие-Луки и Торопец (1632). Полковой воевода на Самаре (1635-1636). Объезжий голова в Московском Кремле (1636). Участвовал во встречах польских послов (21 августа и 03 сентября 1637). Воевода в Свияжске (1639). В качестве дворянина московского участвовал в Земском соборе обсуждавшим вопрос: удержать или отдать Азов обратно туркам, взятый донскими казаками (03 января 1642). Исполнял дворцовые службы и часто приглашался к столу Государя (1616-1647). Комнатный стольник царя Фёдора Алексеевича (1676) и в этом же году комнатный стольник царя Петра I Алексеевича.
Имел поместья и вотчины в Московском, Галицком и Оболенском уездах.
По родословной росписи показан бездетным. Жена  - Татьяна Алексеевна Ржевская (ок. 1663—1715), дочь Алексея Ивановича Ржевского, воеводы, думного дворянина и окольничего во времена правления Алексея Михайловича, Фёдора Алексеевича, правительницы Софьи Алексеевны, Ивана V и Петра I Алексеевичей, и Анны Игнатьевны Бестужевой (? — 11 апреля 1704).

## Критика
В "Российской родословной книге" П.В. Долгорукова и в "Истории родов русского дворянства" П.Н. Петрова ветвь идущая от князя Михаила Владимировича Птицы-Долгорукова, к которой принадлежит и князь Иван Михайлович —перепутана.